# Catherine, princeza od Walesa
Catherine, princeza od Walesa, punim imenom Catherine Elizabeth Middleton, poznata kao Kate (Reading, Berkshire, 9. siječnja 1982.), supruga je Williama, princa od Walesa, starijeg sina kralja Karla III. i princeze Diane, britanskog prestolonasljednika. Njihovo je vjenčanje održano 29. travnja 2011. godine, te je tim činom postala vojvotkinja od Cambridgea. Dana 9. rujna 2022. postala je princezom od Walesa, nakon što je njezin suprug postao princem od Walesa.

## Životopis
Rodila se u Readingu, Berkshire, u imućnoj građanskoj obitelji kao starija kćerka oca Michaela i majke Carole rođene Goldsmith. Ima mlađu sestru i brata, Philippu i Jamesa.
U svibnju 1984. godine odselila se s obitelji u grad Amman u Jordanu, gdje je njen otac radio dvije i pol godine.
Do trinaeste godine pohađala je St Andrews School, a od 1995. Marlborough College, da bi se upisala na sveučilište St Andrews u Škotskoj, gdje je upoznala princa Williama. Diplomirala je povijest umjetnosti 2005. godine, a u studenom 2006. zaposlila se kao asistentica prodaje u trgovačkom lancu Jigsaw.
Od Božića 2003. godine bila je u vezi s princem Williamom. Zbog velike pozornosti medija, par je 2007. nakratko prekinuo vezu, ali uskoro su ponovno bili zajedno.
Dana 16. studenog 2010. Kate Middleton i princ William objavili su zaruke, a 29. travnja 2011. vjenčali su se u Westminsterskoj opatiji. Na dan vjenčanja, kraljica Elizabeta II. podijelila im je titule vojvode i vojvotkinje od Cambridgea, grofa i grofice od Strathearna i baruna i barunice od Carrickfergusa.
Dana 22. srpnja 2013. rodila je sina, princa Georgea, drugog u liniji nasljeđivanja britanskog prijestolja.